# Diodella rosmarinifolia
Diodella rosmarinifolia är en måreväxtart som först beskrevs av Johann Baptist Emanuel Pohl och Dc., och fick sitt nu gällande namn av Nélida María Bacigalupo, Elsa Leonor Cabral och Piero G. Delprete. Diodella rosmarinifolia ingår i släktet Diodella och familjen måreväxter. Inga underarter finns listade i Catalogue of Life.